# Jungfrau
Jungfrau (v prevodu 'deklica, devica') je s 4158 m eden glavnih vrhov Bernskih Alp, ki leži med severnim kantonom Bern in južnim kantonom Valais, na pol poti med Interlaknom in Fieschom. Skupaj z Eigerjem in Mönchom Jungfrau tvori ogromno steno gora s pogledom na Bernski Oberland in planoto Mittellandom, eno najznačilnejših znamenitosti Švicarskih Alp.
Na vrh so 3. avgusta 1811 prvič prišli bratje Meyer iz Aaraua in dva lovca na gamse iz Valaisa. Vzpon je sledil dolgi odpravi čez ledenike in visoke prelaze Bernskih Alp. Šele leta 1865 se je odprla bolj neposredna pot na severni strani.
Z gradnjo železniške proge Jungfrau v začetku 20. stoletja, ki Kleine Scheidegg povezuje z Jungfraujochom, sedlom med Mönchom in Jungfrau, je bilo območje eno najbolj obiskanih krajev v Alpah. Skupaj z ledenikom Aletsch na jugu je Jungfrau del območja Jungfrau-Aletsch, ki je bilo leta 2001 vpisano na Unescov seznam  svetovne dediščine.

## Etimologija
Ime Jungfrau ('deklica, devica'), ki se nanaša na najvišjo od treh uglednih gora s pogledom na regijo Interlaken, skupaj z Mönchom ('menih') in Eigerjem ('velikan'), najverjetneje izhaja iz imena Jungfrauenberg, ki ga je dobil Wengernalp, alpski travnik, neposredno proti ogromni severni strani Jungfrau, čez sotesko Trummelbach. Wengernalp je bil tako imenovan za redovnice samostana Interlaken, njegovega zgodovinskega lastnika. V nasprotju s splošnim prepričanjem ime ni izviralo iz videza zasnežene gore, ki je bila videti kot zastrta ženska.
'Devičin' vrh je bil v pozni romantiki 18. do 19. stoletja močno romantiziran kot 'boginja' ali 'svečenica'. Vrh, ki je veljal za nedostopnega, je ostal nedotaknjen do 19. stoletja. Po prvem vzponu švicarskega alpinista Johanna Rudolfa Meyerja leta 1811 je bil vrh v šali imenovan Mme Meyer (gospa Meyer).

## Geografske značilnosti
Politično gledano je Jungfrau (in njen masiv) razdeljen na občini Lauterbrunnen (Bern) in Fieschertal (Valais). To je tretja najvišja gora v Bernskih Alpah za bližnjima Finsteraarhornom in Aletschhornom, 12 oziroma 8 km stran. Toda od jezera Thun in večjega dela kantona Bern je najbolj opazen in najbližji od bernskih vrhov Oberlanda; z višinsko razliko 3600 m med vrhom in mestom Interlaken. To in izjemna strmina severne stene sta ji zagotovila zgodnji sloves nedostopnosti.
Jungfrau je najzahodnejša in najvišja točka velikanskega 10-kilometrskega zidu, ki dominira nad dolinama Lauterbrunnen in Grindelwald. Steno tvori poravnava nekaterih največjih severnih obronkov v Alpah, z Mönchom (4107 m) in Eigerjem (3967 m) vzhodno od Jungfrau, s pogledom na doline severno do višine do 3 km. Jungfrau je približno 6 km od Eigerja; z vrhom Mönch med obema gorama, 3,5 km od Jungfrau. Jungfraujoch je sedlo med Jungfrau in Mönchom, Eigerjoch pa sedlo med Mönchom in Eigerjem. Steno na vzhodu podaljša Fiescherwand, na zahodu pa stena Lauterbrunnen, čeprav sledi drugačnim smerem od Jungfrau in Eigerja.
Višinska razlika med globoko dolino Lauterbrunnen (800 m) in vrhom je še posebej vidna z območja Mürren. Od dna doline, zahodno od masiva, je višinski prirast več kot 3 km za vodoravno razdaljo 4 km.
Pokrajine okoli gore Jungfrau so izjemno kontrastne. V nasprotju z vrtoglavimi prepadi na severozahodu, se jugovzhodna stran gore dviga iz zgornjih snegov ledenika Aletsch na približno 3500 metrov. 20 kilometrov dolga dolina Aletsch na jugovzhodu je popolnoma nenaseljena in je obkrožena s sosednjimi dolinami s podobnimi pokrajinami. Območje kot celota predstavlja največje ledeniško območje ne samo v Alpah, temveč tudi v Evropi.

## Zgodovina osvajanj
Leta 1811 sta brata Johann Rudolf (1768–1825) in Hieronymus Meyer, sinova Johanna Rudolfa Meyerja (1739–1813), poglavarja bogate trgovske družine iz Aaraua, skupaj z več uslužbenci in nosačem, pobranim v Guttannenu, najprej preko vasi Grimsel prišla do Valaisa in prestopila prelaz Beich, prečila ledenik Oberaletsch, do vrha doline Lötschen. Tam sta se jim pridružila dva lokalna lovca na gamse, Alois Volken in Joseph Bortis in prečkali Lötschenlücke, preden so prišli do Aletschfirna (zahodnega kraka ledenika Aletsch), kjer so postavili bazni tabor, severno od Aletschhorna. Potem ko je bil portir Guttannen sam poslan nazaj čez Lötschenlücke, je skupina 3. avgusta končno prišla na vrh Jungfrau pri Rottalsattlu. Nato sta se dva pohodnika preusmerila na izhodišče v Valaisu in čez Grimsel spet odšla domov.
Pohod je bil za tiste čase izjemen in nekateri so dvomili v njihov popoln uspeh. Da bi to rešili, je bila leta 1812 izvedena druga odprava. V tem sta glavno vlogo odigrala sinova Johanna Rudolfa Meyerja, Rudolf (1791–1833) in Gottlieb (1793–1829). Po neuspešnem poskusu, premagana zaradi slabega vremena, med katerim je bil Oberaarjoch dvakrat prečkan (ta pot je bila veliko bolj neposredna od dolgega obvoza skozi Lötschental), je Rudolf z lovcema iz Valaisa (Alois Volker in Joseph Bortis), portir Guttannen z imenom Arnold Abbühl in moški Hasle, bivakiral na depresiji na jugovzhodnem grebenu Finsteraarhorna. Naslednji dan (16. avgusta) je celotna skupina poskušala vzpon na Finsteraarhorn od firna Studer na vzhodu po jugovzhodnem grebenu, vendar je Meyer izčrpan ostal zadaj. Naslednji dan je skupina prečkala Grünhornlücke do ledenika Aletsch, vendar je slabo vreme nato končalo nadaljnje projekte. V bivaku, verjetno ravno nasproti sedanje koče Konkordia, se je preostala skupina, ki je prišla čez Oberaarjoch in Grünhornlücke, pridružila skupini Finsteraarhorn. Gottlieb, Rudolfov mlajši brat, je imel več potrpljenja kot ostali in je ostal dlje pri kočah v bližini Märjelensee, kamor so se zatekli pustolovci. Lahko bi opravil drugi vzpon (3. septembra) na Jungfrau, Rottalsattel je bil dosežen z vzhodne strani, kot je običajno in njegova spremljevalca sta bila oba lovca iz Valais.
Tretji vzpon je iz leta 1828, ko je več mož iz Grindelwalda, ki jih je vodil Peter Baumann, na vrh postavilo svojo zastavo. Nato je prišel vzpon Louisa Agassiza, Jamesa Davida Forbesa, Heatha, Desorja in Duchateliera leta 1841, ki ga je Desor opisal v svojih Excursions et Séjours dans les Glaciers. Gottlieb Samuel Studer je objavil poročilo o naslednjem vzponu, ki sta ga naredila on in Bürki leta 1842. Leta 1863 je skupina, ki so jo sestavljali John Tyndall, J.J. Hornby in T.H. Philpott, uspešno dosegla vrh in se vrnila v bazni tabor Faulberg (nahaja se blizu dejanskega položaja koče Konkordia) v manj kot 11 urah. Istega leta je gospa Stephen Winkworth postala prva ženska, ki se je povzpela na Jungfrau. Pred vzponom je čez noč prespala v jami Faulberg, saj takrat še ni bilo koče.
Pred gradnjo železniškega predora Jungfraujoch je bil pristop z ledenikov na južni strani zelo dolg. Prvo neposredno pot iz doline Lauterbrunnen so leta 1865 odprli Geoffrey Winthrop Young, H. Brooke George z vodnikom Christianom Almerjem. S seboj so morali imeti lestve, da so prečkali številne razpoke na severnem boku. Potem ko so noč preživeli na skalah Schneehorna (3402 m), so naslednje jutro prečkali Silberlücke, depresijo med Jungfrau in Silberhornom in od tam čez slabe tri ure dosegli vrh. Sestopili so do ledenika Aletsch, prečkali Mönchsjoch in drugo noč preživeli na skalah in naslednji dan dosegli Grindelwald. Ta pot je postala običajna do odprtja Jungfraujoch.
Prvi zimski vzpon sta 23. januarja 1874 izvedla Meta Brevoort in W. A. B. Coolidge z vodnikoma Christianom in Ulrichom Almerjem. S sanmi so prišli do zgornjega ledenika Aletsch, spremljal pa jih je najljubši pes gospodične Brevoort, Tschingel.
Na Jungfrau so se prek zahodne strani prvič povzpeli leta 1885 Fritz in Heinrich von Allmen, Ulrich Brunner, Fritz Graf, Karl Schlunegger in Johann Stäger - vsi iz Wengna. Vzpeli so se na greben Rottal (Innere Rottalgrat) in 21. septembra dosegli vrh. Na težji in nevarnejši severovzhodni greben, ki povezuje vrh z Jungfraujochom, sta se prvič povzpela 30. julija 1911  Albert Weber in Hans Schlunegger.
Julija 2007 je šest nabornikov švicarske vojske, ki so del 1. divizije gorskih specialistov, umrlo v nesreči na običajni poti. Čeprav vzroki smrti niso bili takoj jasni, je poročilo švicarskega Zveznega inštituta za raziskovanje snega in snežnih plazov ugotovilo, da je nevarnost snežnih plazov zaradi nedavnega sneženja nenavadno velika in da razen plazu »ni druge razumne razlage« za incident.

### Vzpon Jamesa Phillpottsa leta 1862
Julija 1862 se je James Surtees Phillpotts, mladi diplomant, ki je pozneje postal ravnatelj šole Bedford, skupaj s prijatelji Chaytorjem in Robertsonom povzpel na Jungfrau. Trojica je imela tri vodnike, Petra Baumanna, Herrja Kaufmanna in Herr Rubija, in je v nočeh pred vzponom in po njem prespala v jami Faulberg. Njihova odprava je opisana v pismu z dne 26. julija, ki ga je James Phillpotts poslal svojemu prijatelju in kolegu Aleksandru Pottsu (pozneje ravnatelju fakultete Fettes).

## Turizem
Medtem ko je bil nekdaj gorski vrh težko dostopen, gre zobata železnica Jungfraubahn zdaj do železniške postaje Jungfraujoch na 3454 m, kar je najvišje v Evropi. Jungfraujoch je najnižji prelaz med gorama Jungfrau in Mönch.
Leta 1893 je Adolf Guyer-Zeller zasnoval idejo o železniškem predoru do Jungfraujocha, da bi bila ledeniška območja na južni strani bolj dostopna. Gradnja predora je trajala 16 let, postaja na vrhu pa ni bila odprta pred letom 1912. Cilj je bil dejansko doseči vrh Jungfrau z dvigalom z najvišje železniške postaje, ki se nahaja znotraj gore. Celoten projekt ni bil realiziran zaradi izbruha prve svetovne vojne.
Vlak v goro odpelje iz Kleine Scheidegga, do katerega se pride z vlakom iz Grindelwalda in Lauterbrunnena preko Wengna. Vlak vstopi v predor, ki teče proti vzhodu skozi Eiger, malo nad Kleine Scheidegg. Pred prihodom na Jungfraujoch se za nekaj minut ustavi še na dveh postajah, Eigerwand (na severni steni Eigerja) in Eismeer (na južni strani), kjer lahko potniki pogledajo skozi luknje, izkopane v gori. Pot od Kleine Scheidegg do Jungfraujoch traja približno 50 minut, vključno s postanki; povratna pot navzdol traja le 35 minut.
Na Jungfraujochu je bil zgrajen velik kompleks predorov in zgradb, večinoma na južni strani Möncha. Obstajajo hotel, dve restavraciji, observatorij, raziskovalna postaja, majhen kino, smučarska šola in 'Ledena palača', zbirka dodelanih ledenih skulptur. Še en predor vodi ven na ravno, zasneženo območje, kjer se lahko sprehodi in pogleda do Konkordiaplatza in ledenika Aletsch ter okoliških gora.
Poleg Jungfraujocha so v dveh dolinah severno od Jungfrau (splošno imenovane regije Jungfrau) zgrajeni številni objekti, vključno s številnimi gorskimi železnicami. Leta 1908 se je ob vznožju Wetterhorna odprla prva javna žičnica na svetu, ki pa je bila sedem let pozneje zaprta.  Schilthorn nad Mürrenom ali Männlichen nad Wengenom ponujata lep pogled na Jungfrau in druge vrhove.

## Plezalne smeri
Običajna smer sledi smerem prvih plezalcev, vendar dolg pristop po ledeniku Aletsch ni več potreben. Od območja Jungfraujoch pot do vrha traja le nekaj ur. Večina plezalcev začne iz koče Mönchsjoch. Po prehodu Jungfraufirn se pot usmeri proti Rottalsattelu (3885 m), od koder južni greben vodi do Jungfrau. To ne velja za zelo zahteven vzpon, vendar je lahko nevarno na zgornjem odseku nad Rottalsattelom, kjer se zgodi večina nesreč. Uporaba železnice lahko povzroči nekaj težav pri aklimatizaciji, saj je razlika v nadmorski višini od železniške postaje Interlaken in Jungfraujoch sta skoraj 3 km.